# Gaber (distrikt)
Gaber (bulgariska: Габер) är ett distrikt i Bulgarien.   Det ligger i kommunen Obsjtina Dragoman och regionen Sofijska oblast, i den västra delen av landet, 40 km nordväst om huvudstaden Sofia.
Trakten runt Gaber består till största delen av jordbruksmark. Runt Gaber är det ganska tätbefolkat, med 52 invånare per kvadratkilometer.